# Blame Canada
Pistes de South Park: Bigger, Longer & Uncut (en)
It's Easy, MMMKay Kyle's Mom's a B**ch
Blame Canada est une chanson de South Park, le film écrite par Trey Parker et Marc Shaiman. Dans la chanson les parents de la ville de South Park, menés par Sheila Broflovski (voix de Mary Kay Bergman), estiment que le Canada est responsable de la vulgarité de leurs enfants, plus précisément à cause du film de Terrance et Philippe, Asses of Fire.
La chanson est une satire des boucs-émissaires et une critique des parents ne contrôlant pas la consommation de culture populaire de leurs enfants.
Blame Canada a été nommé à l'Oscar de la meilleure chanson originale en 2000 et a été chanté sur scène à l'occasion de la cérémonie par Robin Williams.